# Peștenița
Peștenița – wieś w Rumunii, w okręgu Hunedoara, w gminie Densuș. W 2011 roku liczyła 271 mieszkańców.